# Stazione di Amsterdam Amstel
La stazione di Amsterdam Amstel è una stazione ferroviaria di Amsterdam, nei Paesi Bassi. Oltre ai due binari ferroviari, sono presenti due binari utilizzati dalla metropolitana.

## Storia
La stazione fu aperta il 15 ottobre del 1939 ed è situata a sud est della stazione centrale di Amsterdam.

## Strutture e impianti
La stazione possiede quattro binari, eserciti per direzione e serviti da due banchine ad isola. Di essi, i due binari centrali sono serviti dai treni della metropolitana, mentre i due esterni sono serviti dai treni delle ferrovie nazionali; a ognuna delle due banchine fermano pertanto entrambi i mezzi di trasporto, consentendo un facile interscambio fra di essi.

## Movimento
La stazione è utilizzata dalla Nederlandse Spoorwegen per quanto riguarda il traffico ferroviario e dalla GVB per quello metropolitano.
I seguenti treni effettuano fermata ad Amsterdam Amstel.
| Serie | Tipo di treno | Tratta | Costruttore | Frequenza                                                                 | Note                                             |
| ----- | ------------- | --- | ----------- | ------------------------------------------------------------------------- | ------------------------------------------------ |
| 800   | Intercity     | Alkmaar - Heiloo - Castricum - Zaandam - Amsterdam Sloterdijk - Amsterdam Centraal - Amsterdam Amstel - Utrecht Centraal – 's-Hertogenbosch - Stazione di Eindhoven Eindhoven - Weert - Roermond - Sittard - Maastricht / Heerlen | VIRM        | 2 ogni ora; Amsterdam Centraal-Maastricht/Heerlen dopo le 8 e di domenica | La sera il treno arriva a Schagen                |
| 3000  | Intercity     | Den Helder - Den Helder Zuid - Anna Paulowna - Schagen – Heerhugowaard - Alkmaar Noord - Alkmaar - Heiloo - Castricum - Zaandam - Amsterdam Sloterdijk - Amsterdam Centraal - Amsterdam Amstel - Utrecht Centraal - Veenendaal-De Klomp - Ede-Wageningen - Arnhem Centraal - Nijmegen | VIRM        | 2 ogni ora                                                                | ferma a Driebergen-Zeist dopo le 8 e di domenica |
| 4000  | Sprinter      | (Alkmaar - Heiloo - Castricum -) Uitgeest - Krommenie-Assendelft - Wormerveer - Koog-Zaandijk - Koog Bloemwijk - Zaandam - Amsterdam Sloterdijk - Amsterdam Centraal - Amsterdam Muiderpoort - Amsterdam Amstel - Duivendrecht - Amsterdam Bijlmer ArenA - Amsterdam Holendrecht - Abcoude - Breukelen - Woerden - Gouda Goverwelle - Gouda - Nieuwerkerk a/d IJssel - Capelle Schollevaar - Rotterdam Alexander - Rotterdam Noord - Rotterdam Centraal | SGMm        | 2 ogni ora                                                                | Alkmaar - Uitgeest la sera e la domenica         |

### Eurolines
La stazione è il capolinea di Eurolines nella tratta Bruxelles - Amsterdam.